# Финч, Томас, 2-й граф Уинчилси
Томас Финч, 2-й граф Уинчилси (англ. Thomas Finch, 2nd Earl of Winchilsea; 13 июня 1578 — 4 ноября 1639) — английский пэр и член парламента.

## Происхождение
Родился 13 июля 1578 года. Третий сын сэра Мойла Финча, 1-го баронета (1550—1614), и Элизабет Финч, 1-й графини Уинчилси (1556—1634). Он получил образование в Тринити-колледже Кембриджского университета.
Его дедушкой и бабушкой по отцовской линии были Кэтрин Мойл (дочь сэра Томаса Мойла) и сэр Томас Финч (? — 1563), а его дядей был Генри Финч (депутат от Кентербери и Сент-Олбанса). Его дедушкой и бабушкой по материнской линии были Энн Пойнтц (дочь сэра Николаса Пойнтца) и сэр Томас Хенидж, который был канцлером герцогства Ланкастерского и вице-камергером двора в последние годы правления Елизаветы I.

## Карьера
Томас Финч заседал в Палате общин Англии от Уинчилси (1621—1622) и Кента (1628—1629).
После смерти своего старшего брата сэра Теофилуса Финча, 2-го баронета в 1619 году, Томас Финч унаследовал титул 3-го баронета из Иствуэлла.
23 марта 1634 года после смерти своей матери Томас Финч унаследовал титулы 2-го графа Уинчилси (Пэрство Англии) и 2-го виконта Мейдстона (Пэрство Англии), став членом Палаты лордов Англии.

## Личная жизнь
В 1609 году он женился на Сесиль Уэнтворт (? — 1642), дочери Джона Уэнтворта (1564—1613), шерифа Эссекса, и Сесиль Унтон (дочь сэра Эдварда Унтона). У них были сын и три дочери:
- Хенидж Финч, 3-й граф Уинчилси (ок. 1627 — 28 августа 1689), британский посол в Османской империи, который женился на достопочтенной Диане Уиллоуби, старшей дочери Фрэнсиса Уиллоуби, 5-го барона Уиллоуби, в 1645 году. После её смерти в 1648 году он женился вторично на леди Мэри Сеймур, второй дочери Уильяма Сеймура, 2-го герцога Сомерсета, в ок. 1649 году. После её смерти в 1672 году он женился в третий раз на Кэтрин (урожденной Норклифф) Уэнтворт, вдове Кристофера Листера и сэра Джона Уэнтворта (и дочери сэра Томаса Норклиффа) в 1673 году. После ее смерти в 1678 году он женился в четвертый раз на Элизабет Эйрес, дочери Джона Эйреса, в 1681 году[3].
- Леди Сесиль Финч, которая вышла замуж за сэра Эразма Филиппса, 3-го баронета (1623—1697), который после ее смерти женился во второй раз на Кэтрин Дарси.
- Леди Фрэнсис Финч
- Леди Энн Финч (? — 1652)

Лорд Уинчилси скончался 4 ноября 1639 года в возрасте 61 года, и его титул унаследовал его единственный сын Хенидж.